# 존 에릭 핵섬
존 에릭 핵섬(Jon-Erik Hexum, 1957년 11월 5일 ~ 1984년 10월 18일)은 미국의 모델, 배우이다. 《타임머신》을 포함한 여러 편의 영화와 드라마에 출연하였다. 1984년 그가 남우 주연을 맡은 CBS 텔레비전 연속극 《특수공작원 아이언맨》(원제: Cover Up)의 세트장에서 촬영이 지연되자 가라앉은 분위기를 띄우기 위해 공포탄 한 발이 장전된 '44구경 매그넘 리볼버'의 총구를 자신의 머리에 맞대고 러시안 룰렛을 모방한 장난을 치다 오발 사고로 뇌사 판정을 받은 이후 사망했다.

## 출연 작품
- 특수공작원 아이언맨 (1984)
- 특수공작원 아이언맨 - 시리즈 (1984)
- 타임머신 (1982)

## 같이 보기
- 브랜던 리